# Program Hello, world!
Hello, world! este un program de calculator foarte simplu care doar afișează pe dispozitivul de ieșire (de obicei, ecran) textul englez Hello, world!. Este folosit pentru a testa funcționarea compilatorului sau pentru a ilustra începătorilor limbajul de programare ales.

## ABAP
```
Report
 
ZHello
.

write
 
'Hello, World!'
.

```

## Ada
```
with
 
Ada.Text_IO
;

 

procedure
 
Hello_World
 
is

 
use
 
Ada.Text_IO
;

begin

    
Put_Line
(
"Hello, world!"
);

end
;

```

## ALGOL
```
BEGIN
   DISPLAY ("Hello, world!");
END.
```

## AppleScript
```
display dialog
 
"Hello, world!"

```

## AutoIt
```
#include
 
<
MsgBoxConstants
.
au3
>

 

Msgbox
(
$MB_ICONINFORMATION
,
 
""
,
 
"Hello, world!"
)

```

## AWK
```
BEGIN
 
{
 
print
 
"Hello, world!"
 
}

```

## BASIC
```
PRINT
 
"Hello, world!"

```

## Batch
```
@
echo
 Hello, World!

```

## Boo (limbaj de programare)
```
print
 
"Hello, world!"

```

## Brainfuck
```
++++++++
[
>
++++
[
>
++
>
+++
>
+++
>
+
<<<<
-
]
>
+
>
+
>
-
>>
+
[
<
]
<
-
]
>>
.
>
---
.
+++++++
..
+++
.
>>
.
<
-
.
<
.
+++
.
------
.
--------
.
>>
+
.
>
++
.

```

## C
```
#include
 
<stdio.h>

 

int
 
main
(
void
)

{

    
printf
(
"Hello, World!
\n
"
);

    
return
 
0
;

}

```

## C++
```
#include
 
<iostream>

int
 
main
()

{

    
std
::
cout
 
<<
 
"Hello, world!"
 
<<
 
std
::
endl
;

    
return
 
0
;

}

```

sau
```
#include
 
<iostream>

using
 
namespace
 
std
;

int
 
main
()

{

    
cout
 
<<
 
"Hello, world!"
 
<<
 
endl
;
 
// endl sau "\n";

    
return
 
0
;

}

```

## C#
```
class
 
HelloWorldApp

{

    
static
 
void
 
Main
()

    
{

        
System
.
Console
.
WriteLine
(
"Hello, world!"
);

    
}
 

}

```

## Clean
```
module
 
hello

 
Start
 
::
 
{
#
Char
}

 
Start
 
=
 
"Hello, world!"

```

## CoffeeScript
```
alert
(
'Hello, world!'
)

```

## D
```
import
 
std
.
stdio
;

 

void
 
main
()

{

  
writeln
(
"Hello, world!"
);

}

```

## E
```
println("Hello, world!")
```

## Fortran
```
program 
hello

    
write
(
*
,
*
)
 
'Hello, world!'

end program 
hello

```

## Haskell
```
module
 
Main
 
(
main
)
 
where

 

main
 
=
 
putStrLn
 
"Hello, world!"

```

## J
```
'Hello, world!'

```

## Java
```
public
 
class
 
HelloWorld

{

    
public
 
static
 
void
 
main
(
String
[]
 
args
)

    
{

         
System
.
out
.
println
(
"Hello, World!"
);

    
}

}

```

## JavaScript
```
document
.
write
(
'Hello, world!'
);

```

sau ca un mesaj de alertă:
```
alert
(
'Hello, world!'
);

```

## Lisp

### Common Lisp
```
(
print
 
"Hello world!"
)

```

### Scheme
```
(
let
 
((
hello0
 
(
lambda
()
 
(
display
 
"Hello world"
)
 
(
newline
))))

  
(
hello0
))

```

## LOLCODE
```
HAI
CAN HAS STDIO?
VISIBLE "HAI WORLD!"
KTHXBYE
```

## Lua
```
print
(
"Hello, world!"
)

```

## MATLAB
```
disp
(
'Hello, world!'
)

```

## Oberon
```
MODULE
 
Hello
;

   
IMPORT
 
Out
;

BEGIN

   
Out
.
String
(
"Hello, world!"
);

   
Out
.
Ln

END
 
Hello
.

```

## Objective-C
```
#import <stdio.h>

#import <Foundation/Foundation.h>

 

int
 
main
(
void
)

{

    
NSLog
(
@"Hello, world!
\n
"
);

    
return
 
0
;

}

```

## OpenEdge Advanced Business Language
```
 
DISPLAY 
"Hello World!"
.

```

## Oz
```
{Show 'Hello, world!}
```

## Pascal
```
program
 
hello
;

begin

    
writeln
(
'Hello, world!'
)
;

    
readln
;

end
.

```

## Perl
```
print
 
"Hello, world!\n"
;

```

## PHP
```
<?php
 
echo
 
"Hello, World!
\n
"
;
?>

```

sau, mai simplu:
```
<?=
"Hello, World!
\n
"
?>

```

## Prolog
```
main
 
:-
 
write
(
'Hello, world!'
),
 
nl
.

```

## Python
```
print
 
(
 
"Hello, world!"
 
)

```

sau
```
  
import
 
sys

  
sys
.
stdout
.
write
(
"Hello, world!
\n
"
)

```

## R
```
cat
(
'Hello, world!\n'
)

```

## REXX
```
say
 
Hello
,
 
world
!

```

## Ruby
```
print
 
"Hello, world!"

```

## Scheme
```
(
let
 
((
hello0
 
(
lambda
()
 
(
display
 
"Hello world"
)
 
(
newline
))))

  
(
hello0
))

```

### Seed7
```
$ include "seed7_05.s7i";

const proc: main is func
  begin
    writeln("Hello, world!");
  end func;
```

## Smalltalk
```
Transcript
 
show:
 
'Hello, world!'
.

```

## SQL
```
SELECT
 
'Hello, world!'
 
FROM
 
DUMMY
;

SELECT
 
'Hello, world!'
 
FROM
 
DUAL
;

SELECT
 
'Hello, world!'
;

```

## Tcl/TK
```
puts
 
"Hello, world!"

```

## Turing
```
put
 
"Hello, world!"
```

## Visual Basic
```
Sub
 
Main
()

  
Print
 
"Hello, world!"

End
 
Sub

```

## Whitespace
```
 
 
 
	
 
 
	
 
 
 

	

 
 
 
 
 
	
	
 
 
	
 
	

	

 
 
 
 
 
	
	
 
	
	
 
 

	

 
 
 
 
 
	
	
 
	
	
 
 

	

 
 
 
 
 
	
	
 
	
	
	
	
	

 
 
 
 
 
	
 
	
	
 
 

	

 
 
 
 
 
	
 
 
 
 
 

	

 
 
 
 
 
	
	
	
 
	
	
	

	

 
 
 
 
 
	
	
 
	
	
	
	

	

 
 
 
 
 
	
	
	
 
 
	
 

	

 
 
 
 
 
	
	
 
	
	
 
 

	

 
 
 
 
 
	
	
 
 
	
 
 

	

 
 
 
 
 
	
 
 
 
 
	

	

 
 

```